# ポルト大学
ポルト大学（ポルトだいがく、ポルトガル語: Universidade do Porto）とはポルトに所在する大学であり、1911年3月22日に創設された。学生数はポルトガルの大学の中では最大であり、特筆される研究の成果を出している大学の一つである。

## 歴史

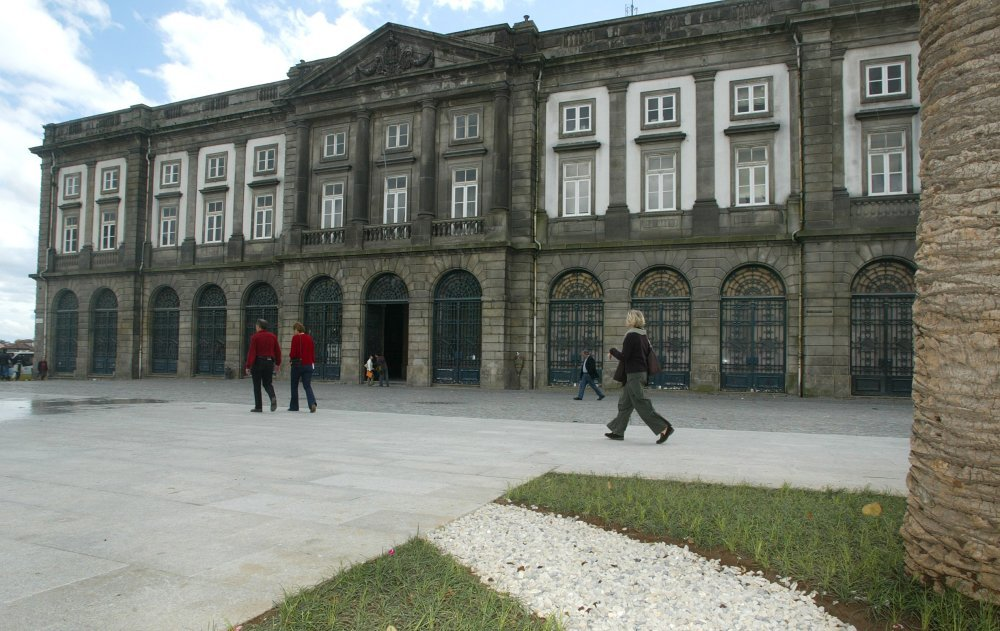
ポルト大学の司祭館。

この大学は19世紀にポルトに創設された二つの高等教育機関、理工科アカデミーと外科医学学校から成っている。1910年の革命後、第一共和政期にリスボン大学とポルト大学が創設された。ポルト大学は当初3学部から構成されていた。
- 数学、物理学、化学、歴史自然科学（工学部を含む）
- 医学部（薬学部を含む）
- 商学部（未履行）

ポルト大学の開学は1911年7月16日であり、最初の学長(Reitor)には数学者のゴメス・テイシェイラが選ばれた。同時に、大学は経済的、科学的に独立し、教育の自治は公的に承認された。現在は、14学部(34 Bachelors Degrees and 18 Integrated Masters Degrees)、修士課程(141 Masters degree programmes)、博士課程(91 Doctoral degree programmes)、ビジネススクールが存在する。

## 関連項目

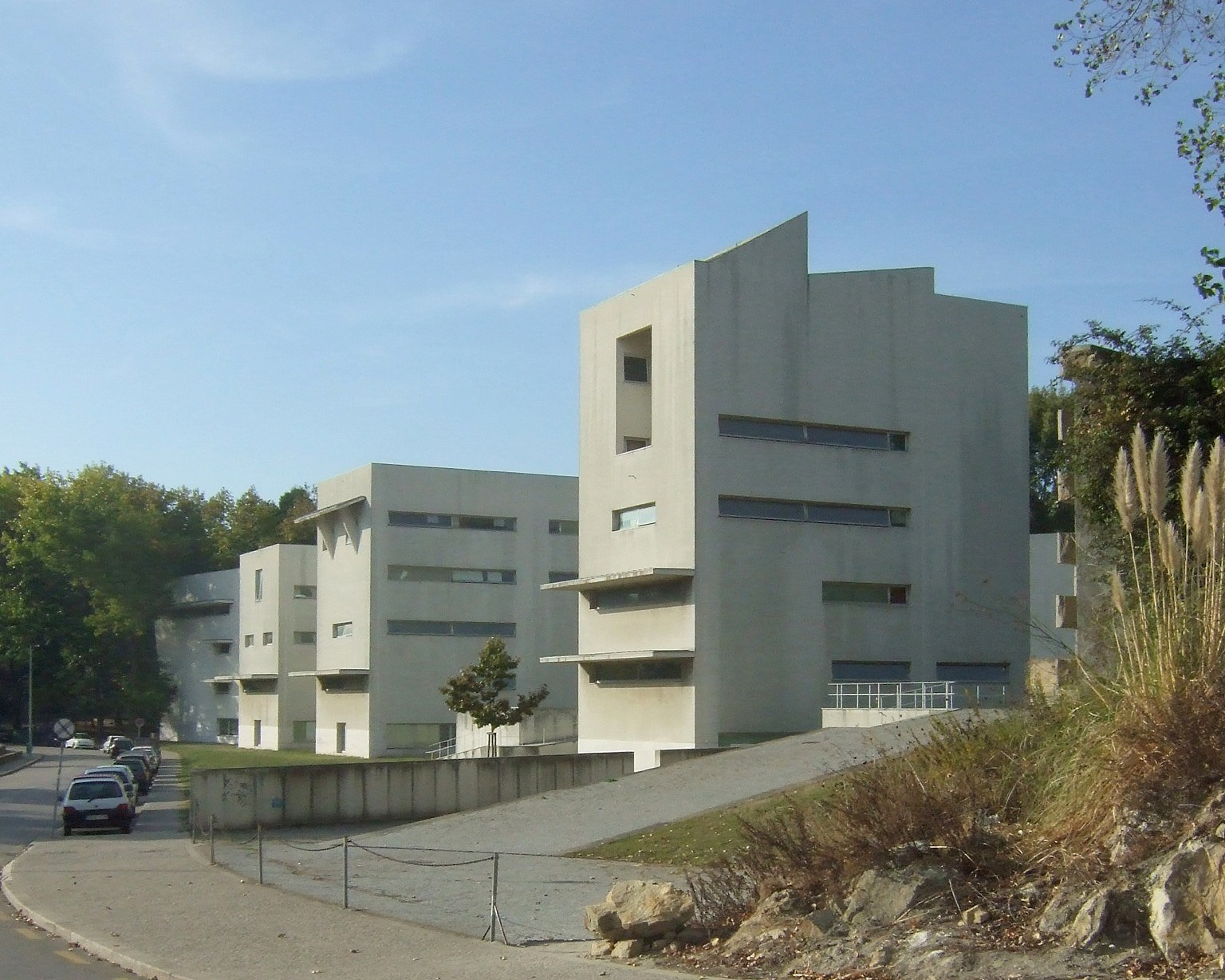
ポルト大学建築学部。OBであり建築学部の教授も務めるアルヴァロ・シザによる設計